# 卡尔文·拉姆齐
卡尔文·拉姆齐（英語：Calvin Ramsay；2003年7月31日—）是一位苏格兰足球運動員，在場上司職右後衛，現時効力英超球隊利物浦。蘇格蘭足球代表隊成員。

## 国际赛生涯
拉姆齐于2022年11月被召入苏格兰国家队。他在11月16日 2-1 击败土耳其的友谊赛中首次亮相国际赛场。